# ABCnews.com.co

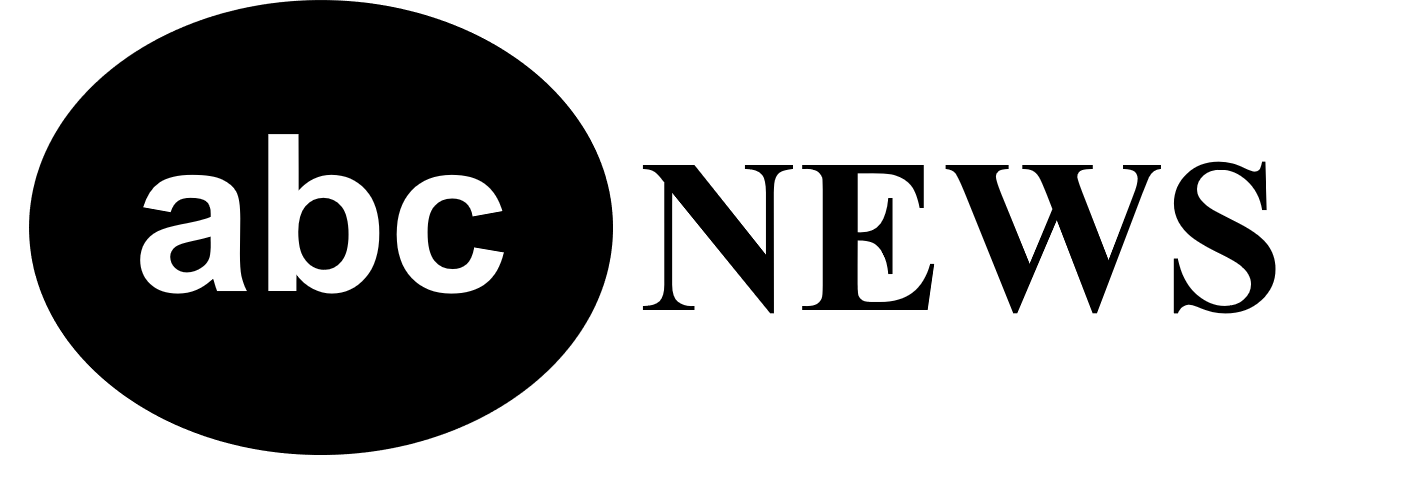

ABCnews.com.co는 ABC 뉴스 웹사이트의 URL, 디자인, 로고를 모방한 가짜뉴스 웹사이트였다. ABCnews.com.co의 많은 이야기는 사실이 밝혀지기 전에 널리 공유되었다.
이 웹사이트의 고지 사항 페이지에는 웨스트보로 침례교회의 주소가 기본 위치로 나와 있다.
사이트 소유자인 폴 호너(Paul Horner)는 광고 트래픽으로 매달 10,000달러를 벌고 있다고 주장했다.

## 가짜뉴스 사례
ABCnews.com.co는 다음을 포함한 유명 인물 및 조직에 대한 이야기를 발표했다.
- 크레이그리스트에서 고용된 반트럼프 시위자들은 3,500달러를 지불했다.
- 엘 차포, 멕시코 감옥에서 또 탈출
- 버락 오바마 대통령, 공격용 무기 판매 금지 명령에 서명
- 마이클 조던은 주정부가 트랜스젠더의 화장실 접근을 금지하는 법을 폐지하지 않으면 샬럿 호니츠를 노스캐롤라이나 밖으로 옮기려고 했다.
- 미국 연방 대법원이 사이언톨로지교의 면세 자격을 취소했다.